# Sigara solensis
Sigara solensis är en insektsart som först beskrevs av Hungerford 1926.  Sigara solensis ingår i släktet Sigara och familjen buksimmare. Inga underarter finns listade i Catalogue of Life.